# Liste des guerres de la Pologne
Cette liste regroupe les guerres et conflits ayant vu la participation de la Pologne. Voici une légende facilitant la lecture de l'issue des guerres ci-dessous :
- Victoire polonaise
- Défaite polonaise
- Guerre civile, conflit interne
- Autre résultat (par exemple un traité ou une paix sans un résultat clair, un statu quo ante bellum, un résultat inconnu ou indécis)
- Conflit en cours

## Royaumes de Pologne sous la Dynastie Piast

### Premier Royaume (960-1320)
| Début            | Fin              | Nom du conflit                                                                       | Belligérants | Belligérants                                                                                                 | Lieu                                                           | Issue |
| Début            | Fin              | Nom du conflit                                                                       | Alliés (y compris la Pologne)                                                                                   | Ennemis | Lieu                                                           | Issue |
| ---------------- | ---------------- | ------------------------------------------------------------------------------------ | --- | --- | -------------------------------------------------------------- | --- |
| 963              | 963              | Guerre de Gero contre les Slaves                                                     | Duché de Pologne                                                                                                | Marche de l'Est saxonne                                                                                      | Est de l'Allemagne                                             | Victoire de Gero |
| 967              | 967              | Guerre polono-vélète (en)                                                            | Duché de Pologne Duché de Bohême                                                                                | Voliniens Vélètes Wichman II                                                                                 | Poméranie ultérieure                                           | Victoire polonaise |
| 972              | 972              | Guerre pour le contrôle de la Poméranie ultérieure                                   | Duché de Pologne                                                                                                | Marche Sorabe                                                                                                | Poméranie ultérieure                                           | Victoire polonaise |
| 979              | 979              | Expédition d'Otton II en Pologne                                                     | Duché de Pologne                                                                                                | Saint-Empire                                                                                                 | Pologne                                                        | Victoire polonaise |
| 981              | 981              | Expédition kiévaine contre les villes tchervènes                                     | Duché de Pologne                                                                                                | Rus' de Kiev                                                                                                 | Villes tchervènes                                              | Victoire kiévaine |
| 981              | 981              | Invasion de la Poméranie de Gdańsk                                                   | Duché de Pologne                                                                                                | Poméranie de Gdańsk                                                                                          | Poméranie de Gdańsk                                            | Victoire polonaise |
| 985              | 985              | Expédition polonaise et saxonne contre les Vélètes                                   | Duché de Pologne Saint-Empire                                                                                   | Vélètes | Est de l'Allemagne                                             | Victoire polonaise et saxonne |
| 990              | 990              | Guerre polono-tchèque (en)                                                           | Duché de Pologne                                                                                                | Duché de Bohême                                                                                              | Silésie                                                        | Victoire polonaise |
| 992              | 992              | Expédition polonaise et germanique contre les Vélètes                                | Duché de Pologne Saint-Empire                                                                                   | Vélètes | Est de l'Allemagne                                             | Victoire polonaise et germanique |
| 995              | 995              | Expédition polonaise et germanique contre les Abodrites                              | Duché de Pologne Saint-Empire                                                                                   | Abodrites | Schleswig                                                      | Victoire polonaise et germanique |
| 1002             | 1018             | Guerre germano-polonaise                                                             | Royaume de Pologne                                                                                              | Saint-Empire                                                                                                 | Lusace, Haute-Lusace, Bohême                                   | Victoire polonaise |
| 1013             | 1013             | Expédition de Boleslas Ier le Vaillant en Rus' de Kiev                               | Royaume de Pologne Saint-Empire Petchénègues                                                                    | Rus' de Kiev                                                                                                 | Territoire de la Rus'                                          | Indécise |
| 1015             | 1015             | Expédition de Boleslas Ier le Vaillant contre les Prussiens                          | Royaume de Pologne                                                                                              | Prussiens Sudoviens                                                                                          | Prusse                                                         | Victoire polonaise |
| 1018             | 1018             | Intervention de Boleslas à Kiev                                                      | Royaume de Pologne Royaume de Hongrie                                                                           | Rus' de Kiev                                                                                                 | Territoire de la Rus'                                          | Victoire polonaise |
| 1022             | 1022             | Attaque de Iaroslav le Sage contre Brest (en)                                        | Royaume de Pologne                                                                                              | Rus' de Kiev                                                                                                 | Brest                                                          | Victoire polonaise |
| 1028             | 1031             | Guerre germano-polonaise                                                             | Royaume de Pologne Royaume de Hongrie (1029-1031)                                                               | Saint-Empire : - Duché de Bohême - Duché de Saxe Rus' de Kiev Royaume de Hongrie (1031)                      | Lusace, Moravie, Saxe, Pologne, Ruthénie rouge                 | Victoire germano-kiévenne |
| 1031             | 1032             | Soulèvement populaire et des païens                                                  | Bezprym | Paysans, païens                                                                                              | Pologne                                                        | Défaite de Bezprym |
| 1038             | 1047             | Soulèvement populaire en Pologne (pl)                                                | Casimir Ier le Restaurateur Rus' de Kiev Saint-Empire                                                           | Paysans, païens État de Miecław (en)                                                                         | Pologne                                                        | Victoire de Casimir |
| 1038             | 1039             | Expédition de Bretislav en Pologne (pl)                                              | Royaume de Pologne                                                                                              | Duché de Bohême (Bretislav Ier de Bohême)                                                                    | Silésie                                                        | Victoire bohémienne |
| 1042             | 1042             | Attaque de Casimir Ier le Restaurateur en Petite-Pologne                             | Royaume de Pologne                                                                                              | Duché de Bohême                                                                                              | Petite-Pologne                                                 | Victoire de Casimir |
| 1047             | 1047             | Attaque de Casimir Ier le Restaurateur en Silésie                                    | Royaume de Pologne                                                                                              | Duché de Bohême                                                                                              | Silésie                                                        | Victoire de Casimir |
| 1050             | 1050             | Attaque de Casimir Ier le Restaurateur en Silésie                                    | Royaume de Pologne                                                                                              | Duché de Bohême                                                                                              | Silésie                                                        | Victoire de Casimir |
| 1051             | 1051             | Expédition germano-polonaise en Hongrie                                              | Royaume de Pologne Saint-Empire                                                                                 | Royaume de Hongrie                                                                                           | Hongrie                                                        | Victoire germano-polonaise |
| 1060             | 1060             | Attaque de Boleslas II le Généreux contre la Bohême                                  | Royaume de Pologne                                                                                              | Duché de Bohême                                                                                              | Moravie                                                        | Victoire bohémienne |
| 1060             | 1060             | Guerre de succession de Hongrie                                                      | Royaume de Pologne Béla Ier                                                                                     | André Ier le Catholique                                                                                      | Hongrie                                                        | Victoire de Béla Ier |
| 1069             | 1069             | Expédition de Boseslas II contre Kiev (en)                                           | Royaume de Pologne                                                                                              | Rus' de Kiev                                                                                                 | Rus' de Kiev                                                   | Victoire polonaise |
| 1072             | 1072             | Attaque de Boleslas II le Généreux contre la Bohême                                  | Royaume de Pologne                                                                                              | Duché de Bohême                                                                                              | Bohême                                                         | Victoire polonaise |
| 1077             | 1079             | Conflits internes                                                                    | Boleslas II le Généreux                                                                                         | Opposants à Boleslas II le Généreux, nobles                                                                  | Pologne                                                        | Défaite de Boseslas |
| 1086             | 1086             | Expédition hongroise contre Cracovie                                                 | Royaume de Pologne                                                                                              | Royaume de Hongrie                                                                                           | Cracovie                                                       | Victoire hongroise |
| 1090             | 1092             | Quatre expéditions en Poméranie occidentale                                          | Royaume de Pologne Duché de Bohême                                                                              | Poméranie occidentale                                                                                        | Poméranie occidentale                                          | Défaite polonaise |
| 1092             | 1092             | Invasion russo-coumane de la Pologne                                                 | Royaume de Pologne                                                                                              | Rus' de Kiev Coumans                                                                                         | Pologne                                                        | Défaite polonaise |
| 1093             | 1100             | Conflits internes                                                                    | Ladislas Ier Herman Sieciech (en) Duché de Bohême                                                               | Zbigniew Boleslas III Bouche-Torse                                                                           | Pologne                                                        | Défaite de Ladislas et de Sieciech |
| 1099             | 1099             | Expédition de Ladislas Ier Herman en Galicie                                         | Royaume de Pologne                                                                                              | Principauté de Galicie-Volhynie                                                                              | Galicie                                                        | Indécise |
| 1100             | 1100             | Attaque des Poméraniens contre la Pologne                                            | Royaume de Pologne                                                                                              | Poméraniens                                                                                                  | Poméranie, Pologne                                             | Victoire polonaise |
| 1001             | 1001             | Attaque des Coumans contre la Pologne                                                | Royaume de Pologne                                                                                              | Coumans | Pologne                                                        | Défaite polonaise |
| 1103             | 1108             | Guerre civile polonaise                                                              | Boleslas III Bouche-Torse Royaume de Hongrie                                                                    | Zbigniew Duché de Bohême                                                                                     | Pologne                                                        | Victoire de Boleslas |
| 1103             | 1123             | Quatorze expéditions contre les Poméraniens                                          | Royaume de Pologne Royaume de Danemark                                                                          | Poméraniens                                                                                                  | Poméranie                                                      | Victoire polonaise |
| 1108             | 1108             | Attaque de Boleslas III Bouche-Torse contre les Prussiens                            | Royaume de Pologne                                                                                              | Prussiens | Prusse                                                         | Victoire polonaise |
| 1108             | 1109             | Trois attaque des Poméraniens contre la Pologne                                      | Royaume de Pologne                                                                                              | Poméraniens                                                                                                  | Poméranie, Pologne                                             | Victoire polonaise |
| 1108             | 1108             | Attaque morave en Silésie                                                            | Royaume de Pologne                                                                                              | Duché de Bohême                                                                                              | Silésie                                                        | Victoire polonaise |
| 1108             | 1108             | Attaque de Boleslas III Bouche-Torse contre la Bohême                                | Royaume de Pologne                                                                                              | Duché de Bohême                                                                                              | Bohême                                                         | Victoire polonaise |
| 1109             | 1109             | Guerre germano-polonaise                                                             | Royaume de Pologne                                                                                              | Saint-Empire Duché de Bohême                                                                                 | Silésie                                                        | Victoire polonaise |
| 1109             | 1114             | Trois attaques de Boleslas III Bouche-Torse contre la Bohême                         | Royaume de Pologne                                                                                              | Duché de Bohême                                                                                              | Bohême                                                         | Victoire polonaise |
| 1110             | 1110             | Attaque de Zbigniew et de la Bohême                                                  | Royaume de Pologne                                                                                              | Duché de Bohême                                                                                              | Bohême                                                         | Défaite polonaise |
| 1110             | 1111             | Attaque de Boleslas III Bouche-Torse contre les Prussiens                            | Royaume de Pologne                                                                                              | Prussiens | Prusse                                                         | Victoire polonaise |
| 1117             | 1117             | Rébellion de Skarbimir (en)                                                          | Royaume de Pologne                                                                                              | Skarbimir (en)                                                                                               | Pologne                                                        | Victoire polonaise |
| 1120             | 1120             | Invasion russo-coumane de la Pologne                                                 | Royaume de Pologne                                                                                              | Rus' de Kiev Coumans                                                                                         | Pologne                                                        | Défaite polonaise |
| 1121             | 1124             | Expédition en Rus' de Kiev                                                           | Royaume de Pologne Duché de Bohême Royaume de Hongrie Rus' de Kiev                                              | Principauté de Galicie-Volhynie                                                                              | Rus' de Kiev                                                   | Victoire polonaise |
| 1126             | 1126             | Expédition hongroise contre la Pologne                                               | Royaume de Pologne                                                                                              | Royaume de Hongrie                                                                                           | Pologne                                                        | Défaite polonaise |
| 1127             | 1127             | Expédition polonaise contre la Hongrie                                               | Royaume de Pologne                                                                                              | Royaume de Hongrie                                                                                           | Hongrie                                                        | Victoire polonaise |
| 1131             | 1134             | Six expéditions tchèques contre la Silésie                                           | Royaume de Pologne                                                                                              | Duché de Bohême                                                                                              | Silésie                                                        | Défaite polonaise |
| 1132             | 1132             | Expédition polonaise contre la Hongrie                                               | Royaume de Pologne                                                                                              | Royaume de Hongrie                                                                                           | Hongrie                                                        | Défaite polonaise |
| 1135             | 1135             | Expédition en Rus' de Kiev                                                           | Royaume de Pologne                                                                                              | Principauté de Galicie-Volhynie                                                                              | Rus' de Kiev                                                   | Victoire polonaise |
| 1139             | 1142             | Guerre russo-mazovienne                                                              | Boleslas IV de Pologne                                                                                          | Rus' de Kiev                                                                                                 |                                                                | Défaite polonaise |
| 1142             | 1146             | Deux expédition en Rus' de Kiev                                                      | Ladislas II le Banni Rus' de Kiev                                                                               | Principauté de Galicie-Volhynie                                                                              | Rus' de Kiev                                                   | Victoire polonaise |
| 1144             | 1320             | Fragmentation féodale de la Pologne, guerres entre les différents duchés successeurs | Duchés polonais                                                                                                 | Duchés polonais                                                                                              | Pologne                                                        | Affaiblissement et division interne du pays |
| 1146             | 1146             | Guerre germano-polonaise                                                             | Mieszko III le Vieux                                                                                            | Saint-Empire Duché de Bohême                                                                                 |                                                                | Victoire polonaise |
| 1147             | 1147             | Croisade d'Albert Ier de Brandebourg contre les Polabes                              | Mieszko III le Vieux Marche du Nord                                                                             | Slaves polabes, Vélètes                                                                                      | Polabie (Est de l'Allemagne)                                   | Victoire des croisés |
| 1147             | 1147             | Expédition de Boleslas IV de Pologne contre les Prussiens                            | Boleslas IV de Pologne Rus' de Kiev                                                                             | Prussiens | Prusse                                                         | Victoire polonaise |
| 1154             | 1155             | Croisade d'Henri de Sandomierz en Terre sainte                                       | Chevaliers polonais                                                                                             | Sarrasins | Terre sainte                                                   | Victoire d'Henri et des chevaliers polonais |
| 1157             | 1157             | Expédition de Frédéric Barberousse à Głogów (en)                                     | Royaume de Pologne                                                                                              | Saint-Empire Duché de Bohême                                                                                 | Ouest de la Pologne Grande-Pologne, Głogów, Poznań)            | Défaite polonaise Paix de Krzyszkowo (de) |
| 1166             | 1166             | Expédition de Boleslas IV de Pologne contre les Prussiens                            | Boleslas IV de Pologne                                                                                          | Prussiens | Prusse                                                         | Défaite polonaise |
| 1182             | 1183             | Guerre de Brest (en)                                                                 | Casimir II le Juste Principauté de Drohiczyn                                                                    | Rus' de Kiev                                                                                                 | Podlachie                                                      | Victoire polonaise |
| 1192             | 1192             | Bataille de Drohiczyn (en)                                                           | Royaume de Pologne                                                                                              | Rus' de Kiev Coumans Sudoviens Rebelles polonais                                                             | Drohiczyn                                                      | Victoire polonaise |
| 1199             | 1199             | Expédition de Lech le Blanc en Galicie                                               | Duché de Sandomierz Duché de Cracovie                                                                           | Principauté de Galicie-Volhynie                                                                              | Galicie                                                        | Victoire polonaise |
| 1205             | 1205             | Bataille de Zawichost                                                                | Duché de Sandomierz Duché de Mazovie Seconde maison Welf                                                        | Principauté de Galicie-Volhynie Maison de Hohenstaufen                                                       | Petite-Pologne                                                 | Victoire polonaise |
| 1206             | 1206             | Expédition de Lech le Blanc contre Volodymir-Volhynski                               | Duché de Sandomierz Duché de Cracovie                                                                           | Principauté de Galicie-Volhynie                                                                              | Volodymir-Volhynski                                            | Victoire polonaise |
| 1207             | 1207             | Expédition de Lech le Blanc contre Volodymir-Volhynski                               | Duché de Sandomierz Duché de Cracovie                                                                           | Principauté de Galicie-Volhynie                                                                              | Volodymir-Volhynski                                            | Victoire polonaise |
| 1209             | 1211             | Bataille de Lubusz (en)                                                              | Duché de Silésie Duché de Grande-Pologne                                                                        | Marche de Brandebourg                                                                                        | Lubusz                                                         | Victoire polonaise |
| 1213             | 1214             | Expédition de Lech le Blanc en Galicie                                               | Duché de Sandomierz Duché de Cracovie                                                                           | Principauté de Galicie-Volhynie                                                                              | Galicie                                                        | Victoire polonaise |
| 1218             | 1218             | Expédition de Lech le Blanc en Ruthénie                                              | Duché de Sandomierz Duché de Cracovie                                                                           | Principauté de Galicie-Volhynie                                                                              | Ruthénie                                                       | Défaite polonaise |
| 1219             | 1220             | Guerre polono-ruthéno-hongroise                                                      | Royaume de Pologne Royaume de Hongrie                                                                           | Principauté de Galicie-Volhynie                                                                              | Ruthénie                                                       | Défaite polonaise |
| 1224             | 1224             | Guerre entre Lech le Blanc et Mstislav Mstislavitch                                  | Duché de Sandomierz Duché de Cracovie                                                                           | Principauté de Galicie-Volhynie                                                                              | Ruthénie                                                       | Victoire polonaise |
| 1225             | 1229             | Deuxième guerre de Lubusz                                                            | Royaume de Pologne                                                                                              | Marche de Brandebourg                                                                                        | Lubusz                                                         | Victoire polonaise |
| 1227             | 1227             | Bataille de Zvenigorod (ru)                                                          | Royaume de Pologne Royaume de Hongrie                                                                           | Principauté de Galicie-Volhynie                                                                              | Ruthénie                                                       | Défaite polonaise |
| 1229             | 1229             | Expédition de Daniel de Galicie contre Kalisz                                        | Duché de Sandomierz Duché de Cracovie                                                                           | Principauté de Galicie-Volhynie                                                                              | Kalisz                                                         | Défaite polonaise |
| 1234             | 1234             | Croisade prussienne                                                                  | Ordre Teutonique Ordre de Dobrin Duché de Mazovie Duché de Grande-Pologne Saint-Empire                          | Prussiens | Prusse et Nord de la Pologne                                   | Victoire des Croisés |
| 1236             | 1237             | Campagne volhynienne de Michel Vsevolodovitch (ru)                                   | Principauté de Volhynie Duché de Cracovie Duché de Mazovie Coumans                                              | Principauté de Galicie-Volhynie                                                                              | Galicie                                                        | Défaite polonaise |
| 1238             | 1240             | Troisième bataille de Lubusz (en)                                                    | Duché de Silésie                                                                                                | Marche de Brandebourg                                                                                        | Lubusz                                                         | Victoire polonaise |
| 1240             | 1241             | Première invasion mongole de la Pologne                                              | Royaume de Pologne Saint-Empire Ordre Teutonique Ordre de Saint-Jean de Jérusalem Ordre des templiers           | Empire Mongol                                                                                                | Pologne                                                        | Victoire mongole |
| 1259             | 1260             | Seconde invasion mongole de la Pologne                                               | Royaume de Pologne                                                                                              | Horde d'or                                                                                                   | Pologne                                                        | Victoire mongole |
| 1260             | 1260             | Bataille de Kressenbrunn                                                             | Royaume de Hongrie Royaume de Croatie Duché de Cracovie Principauté de Galicie-Volhynie                         | Royaume de Bohême Margraviat de Moravie Duché d'Autriche Duché de Styrie Duché de Silésie Duché de Carinthie | Près de Kresenbrunn (aujourd'hui Groißenbrunn), Basse-Autriche | Victoire bohémienne |
| 23 juin 1264     | 25 juin 1264     | Bataille de Brańsk (en)                                                              | Duché de Sandomierz Duché de Cracovie                                                                           | Principauté de Galicie-Volhynie                                                                              | Brańsk                                                         | Victoire polonaise |
| 1265             | 1278             | Guerre polono-brandebourgeoise                                                       | Royaume de Pologne                                                                                              | Marche de Brandebourg                                                                                        |                                                                | Victoire polonaise |
| 1269             | 1272             | Guerre civile de Pomérélie (en)                                                      | Duché de Świecie (en) Duché de Pomérélie (en) Duché de Grande-Pologne                                           | Duché de Gdańsk (en) Duché de Lubiszewo (en) Duché d'Inowrocław Marche de Brandebourg État teutonique        | Pomérélie, Couïavie                                            | Victoire de Mestwin II de Poméranie Conquête des duchés de Gdańsk (en) et de Lubiszewo (en) par le duché de Świecie (en) Unification du duché de Pomérélie (en) sous le règne de Mestwin II Conquête du duché d'Inowrocław par les duchés de Grande-Pologne et de Pomérélie (en) Les districts de Sławno et de Słupsk sont cédées au margraviat de Brandebourg comme fiefs |
| 1273             | 1274             | Guerre civile en Pologne                                                             | Boleslas V le Pudique                                                                                           | Ladislas d’Opole                                                                                             | Pologne                                                        | Bataille de Bogucin (en) : victoire de Boleslas |
| 1277             | 1277             | Guerre civile en Silésie                                                             | Henri V le Gros Boleslas II le Chauve                                                                           | Przemysł II Henri III de Głogów                                                                              | Silésie                                                        | Bataille de Stolec (pl) |
| 1278             | 1278             | Bataille de Myślibórz (en)                                                           | Duché de Pomérélie (en) Duché de Grande-Pologne                                                                 | Marche de Brandebourg                                                                                        | Myślibórz                                                      | Victoire polonaise |
| 1279             | 1279             | Raid ruthénien en Pologne                                                            | Royaume de Pologne                                                                                              | Principauté de Galicie-Volhynie                                                                              | Pologne                                                        | Défaite polonaise |
| 1280             | 1280             | Campagne de Cracovie de Léon de Galicie (en)                                         | Royaume de Pologne                                                                                              | Principauté de Galicie-Volhynie                                                                              | Pologne                                                        | Victoire polonaise |
| 1287             | 1288             | Troisième invasion mongole de la Pologne                                             | Royaume de Pologne Royaume de Hongrie                                                                           | Horde d'or Grande-principauté de Moscou Principauté de Galicie-Volhynie                                      | Pologne                                                        | Victoire polonaise |
| 1288             | 1290             | Guerre de Petite-Pologne                                                             | Ladislas Ier de Pologne Casimir II de Łęczyca Boleslas II de Mazovie Conrad II de Czersk                        | Henri III de Głogów Przemko de Ścinawa Bolko Ier d'Opole                                                     | Petite-Pologne                                                 | Victoire de Ladislas, Casimir, Boseslas et Conrad |
| 1291             | 1292             | Campagne de Ladislas Ier en Petite-Pologne                                           | Duché de Sandomierz                                                                                             | Royaume de Bohême                                                                                            | Petite-Pologne                                                 | Défaite polonaise |
| 1300             | 1300             | Campagne de Ladislas Ier en Pologne                                                  | Duché de Sieradz Duché de Brześć Kujawski (en) Duché de Łęczyca Duché de Grande-Pologne Duché de Pomérélie (en) | Royaume de Bohême                                                                                            | Pologne                                                        | Défaite polonaise |
| 1305             | 1312             | Guerre polono-bohémienne                                                             | Royaume de Pologne                                                                                              | Royaume de Bohême                                                                                            |                                                                | Victoire polonaise |
| 13 novembre 1308 | 13 novembre 1308 | Prise de Dantzig                                                                     | Royaume de Pologne                                                                                              | Ordre Teutonique                                                                                             | Dantzig, Poméranie                                             | Victoire teutonique Expansion teutonique en Poméranie Début des conflits polono-teutonique |
| 1311             | 1312             | Rébellion d'Albert (en)                                                              | Royaume de Pologne                                                                                              | Bourgeois de Cracovie                                                                                        | Cracovie                                                       | Victoire du pouvoir central polonais |
| 1316             | 1316             | Guerre pour la Grande-Pologne                                                        | Royaume de Pologne                                                                                              | Marche de Brandebourg                                                                                        | Grande-Pologne                                                 | Victoire polonaise |

### Second Royaume (1320-1385)
| Début | Fin  | Nom du conflit                                          | Belligérants                                                  | Belligérants                                                                        | Lieu                | Issue                                                                                |
| Début | Fin  | Nom du conflit                                          | Alliés (y compris la Pologne)                                 | Ennemis                                                                             | Lieu                | Issue                                                                                |
| ----- | ---- | ------------------------------------------------------- | ------------------------------------------------------------- | ----------------------------------------------------------------------------------- | ------------------- | ------------------------------------------------------------------------------------ |
| 1323  | 1323 | Expédition polono-hongroise en Ruthénie                 | Royaume de Pologne Royaume de Hongrie                         | Principauté de Galicie-Volhynie                                                     | Galicie             | Victoire polono-hongroise                                                            |
| 1323  | 1323 | Attaque contre le Duché de Płock (en)                   | Royaume de Pologne                                            | Duché de Płock (en)                                                                 | Duché de Płock (en) | Victoire polonaise                                                                   |
| 1326  | 1326 | Raid contre le Brandebourg (en)                         | Royaume de Pologne Grand-duché de Lituanie                    | Marche de Brandebourg                                                               | Nouvelle-Marche     | Victoire polonaise                                                                   |
| 1326  | 1332 | Guerre polono-teutonique                                | Royaume de Pologne Grand-duché de Lituanie Royaume de Hongrie | Ordre Teutonique Royaume de Bohême Mazovie                                          | Cujavie, Chełmo     | Indécise                                                                             |
| 1332  | 1332 | Attaque contre le Duché de Glogau                       | Royaume de Pologne                                            | Duché de Glogau                                                                     | Duché de Glogau     | Victoire polonaise                                                                   |
| 1337  | 1337 | Attaque lituanienne contre la Mazovie                   | Duché de Mazovie                                              | Grand-duché de Lituanie                                                             | Mazovie             | Victoire mazovienne                                                                  |
| 1340  | 1392 | Guerres de Galicie-Volhynie (en)                        | Royaume de Pologne Royaume de Hongrie Duché de Mazovie        | Principauté de Galicie-Volhynie Grand-duché de Lituanie Khanat de Crimée            | Galicie             | Victoire polono-hongroise                                                            |
| 1343  | 1343 | Batailles de Wschowa et d'Oleśnica (en)                 | Royaume de Pologne                                            | Duché de Glogau                                                                     | Duché de Glogau     | Victoire polonaise                                                                   |
| 1345  | 1348 | Guerre polono-tchèque                                   | Royaume de Pologne                                            | Saint-Empire Royaume de Bohême                                                      | Pologne, Silésie    | Indécise                                                                             |
| 1352  | 1358 | Confédération de Maciek Borkowicz (pl)                  | Royaume de Pologne                                            | Confédération de Maciek Borkowicz (pl) Familles de Grande-Pologne et du Brandebourg | Pologne             | Victoire polonaise Rébellion écrasée                                                 |
| 1355  | 1355 | Attaque teutonique en Mazovie                           | Royaume de Pologne Duché de Mazovie                           | Ordre Teutonique                                                                    | Mazovie             | Victoire teutonique                                                                  |
| 1359  | 1359 | Expédition de Casimir III le Grand en Moldavie          | Royaume de Pologne                                            | Principauté de Moldavie                                                             | Moldavie            | Défaite polonaise                                                                    |
| 1368  | 1368 | Expédition de Casimir III le Grand en Moldavie          | Royaume de Pologne                                            | Principauté de Moldavie                                                             | Moldavie            | Défaite polonaise                                                                    |
| 1370  | 1370 | Attaque brandebourgeoise contre Santok et Drezdenko     | Royaume de Pologne                                            | Marche de Brandebourg                                                               | Nouvelle-Marche     | Défaite polonaise                                                                    |
| 1370  | 1370 | Bataille de Płock                                       | Royaume de Pologne                                            | Duché de Mazovie                                                                    | Płock               | Défaite polonaise                                                                    |
| 1375  | 1376 | Guerre contre Ladislas le Blanc                         | Royaume de Pologne                                            | Ladislas le Blanc                                                                   |                     | Victoire polonaise                                                                   |
| 1375  | 1377 | Guerre turco-hongroise (en)                             | Royaume de Pologne Royaume de Hongrie                         | Empire ottoman                                                                      | Balkans, Hongrie    | Victoire polono-hongroise                                                            |
| 1381  | 1385 | Guerre civile de Grande-Pologne (en)                    | Clan Grzymała (en)                                            | Clan Nałęcz                                                                         | Grande-Pologne      | Couronnement d'Hedwige d'Anjou Dissolution de l'union de la Hongrie et de la Pologne |
| 1381  | 1385 | Guerre de Siemovit IV de Mazovie pour le trône polonais | Royaume de Pologne Royaume de Hongrie                         | Duché de Mazovie                                                                    |                     | Victoire polonaise                                                                   |

## Maison Jagellon
| Début            | Fin              | Nom du conflit                                         | Belligérants | Belligérants | Lieu                                                | Issue                                                                                            |
| Début            | Fin              | Nom du conflit                                         | Alliés (y compris la Pologne) | Ennemis | Lieu                                                | Issue                                                                                            |
| ---------------- | ---------------- | ------------------------------------------------------ | --- | --- | --------------------------------------------------- | ------------------------------------------------------------------------------------------------ |
| 1387             | 1387             | Conquête de la Moldavie                                | Royaume de Pologne | Principauté de Moldavie | Prusse, Lituanie                                    | Victoire polonaise Vassalisation de la Moldavie                                                  |
| 1389             | 1392             | Guerre civile lituanienne                              | Royaume de Pologne Grand-duché de Lituanie | Samogitie Ordre Teutonique Principauté de Kiev                                                                               | Prusse, Lituanie                                    | Victoire polono-lituanienne                                                                      |
| 1389             | 1396             | Guerre turco-hongroise (en)                            | Royaume de Pologne Royaume de Hongrie | Empire ottoman Principauté de Serbie                                                                                         | Syrmie, Balkans, Hongrie                            | Victoire ottomane                                                                                |
| 1395             | 1399             | Expéditions contre la Horde d'or                       | Royaume de Pologne Grand-duché de Lituanie Principauté de Moldavie Principauté de Valachie Ordre Teutonique Tokhtamych Principauté de Kiev               | Horde d'or | Ukraine, Crimée, Mer Noire, Territoires du Don      | Victoire de la Horde d'or                                                                        |
| 1409             | 1411             | Guerre du royaume de Pologne contre l'ordre Teutonique | Royaume de Pologne Grand-duché de Lituanie | Ordre Teutonique Duché d'Œls Duché de Poméranie-Stettin Saint-Empire Royaume de Danemark                                     | Côtes de la mer Baltique                            | Victoire polono-lituanienne                                                                      |
| 1414             | 1414             | Guerre de la faim (en)                                 | Royaume de Pologne Grand-duché de Lituanie | Ordre Teutonique | État monastique des chevaliers Teutoniques          | Victoire polono-lituanienne                                                                      |
| 1415             | 1419             | Guerre turco-hongroise (en)                            | Royaume de Pologne Grand-duché de Lituanie Royaume de Hongrie                                                                                            | Empire ottoman et ses vassaux                                                                                                | Bosnie, Balkans, Hongrie                            | Indécise (l'armée ottomane est vaincue mais l'Empire ottoman annexe quelques territoires)        |
| 1419             | 1419             | Expédition de la retraite (pl)                         | Royaume de Pologne | Ordre Teutonique | État monastique des chevaliers Teutoniques          | Prolongation de l'armistice, consentement des parties à l'arbitrage par Sigismond de Luxembourg. |
| Juillet 1422     | Septembre 1422   | Guerre de Gollub                                       | Royaume de Pologne Grand-duché de Lituanie Principauté de Moldavie                                                                                       | Ordre Teutonique | Chełmo                                              | Victoire polono-lituanienne                                                                      |
| 1425             | 1427             | Guerre de l'Uckermark (en)                             | Royaume de Pologne Poméranie-Stettin (en) Poméranie-Wolgast Duché de Słupsk Poméranie-Stargard (en) Mecklembourg-Stargard Mecklembourg-Werle             | Marche de Brandebourg | Uckermark                                           | Victoire des alliés                                                                              |
| 1427             | 1427             | Expédition d'Alexandre Ier de Moldavie en Pologne      | Royaume de Pologne | Principauté de Moldavie | Pologne                                             | Victoire polonaise                                                                               |
| 1431             | 1435             | Guerre polono-teutonique                               | Royaume de Pologne Principauté de Moldavie Duché de Słupsk Grand-duché de Lituanie (1435)                                                                | Ordre Teutonique Grand-duché de Lituanie (1431-1432)                                                                         | État monastique des chevaliers Teutoniques          | Victoire polonaise                                                                               |
| 1432             | 1438             | Guerre civile lituanienne (en)                         | Royaume de Pologne Grand-duché de Lituanie Orébites (en)                                                                                                 | Grand-duché de Lituanie (faction pro-orthodoxe) Ordre Teutonique Confédération livonienne Horde d'or Principauté de Moldavie | Lituanie                                            | Victoire de Sigismond Ier Kęstutaitis et de Vytautas le Grand ; mort de Švitrigaila              |
| 1438             | 1438             | Invasion de la Silésie                                 | Royaume de Pologne | Hussites | Silésie                                             | Victoire hussite                                                                                 |
| 1439             | 1439             | Rébellion de Spytko de Melsztyn                        | Royaume de Pologne | Hussites |                                                     | Victoire polonaise                                                                               |
| 10 novembre 1444 | 10 novembre 1444 | Bataille de Varna                                      | Royaume de Pologne Royaume de Hongrie Grand-duché de Lituanie Saint-Empire Principauté de Valachie États pontificaux Ordre Teutonique Royaume de Croatie | Empire ottoman | Balkans                                             | Victoire ottomane                                                                                |
| 1450             | 1450             | Combats pour le trône moldave                          | Royaume de Pologne Partisans moldaves | Principauté de Moldavie | Moldavie                                            | Défaite polonaise                                                                                |
| 1454             | 1466             | Guerre de Treize Ans                                   | Ligue de Prusse Royaume de Pologne | Ordre Teutonique Confédération livonienne Danemark Duché de Sagan                                                            | Prusse, Pologne                                     | Victoire polonaise                                                                               |
| 1467             | 1479             | Guerre des Prêtres (en)                                | Royaume de Pologne | Ordre Teutonique Évêché de Varmie (Nicolaus von Tüngen (en))                                                                 | Varmie                                              | Victoire polonaise                                                                               |
| 10 janvier 1475  | 10 janvier 1475  | Bataille de Vaslui                                     | Principauté de Moldavie Royaume de Hongrie Royaume de Pologne                                                                                            | Empire ottoman | Vaslui, Principauté de Moldavie                     | Défaite ottomane                                                                                 |
| 1476             | 1482             | Guerre de succession de Glogau (pl)                    | Royaume de Pologne | Royaume de Bohême Marche de Brandebourg                                                                                      | Silésie                                             | Défaite polonaise                                                                                |
| 1485             | 1503             | Guerre polono-ottomane Campagne de Moldavie            | Royaume de Pologne Grand-duché de Lituanie État teutonique Duché de Mazovie                                                                              | Empire ottoman Principauté de Moldavie Khanat de Crimée                                                                      | Moldavie, Sud-Ouest de la Pologne (Champs sauvages) | Victoire ottomane et moldave                                                                     |
| 1500             | 1503             | Guerre lituano-moscovite                               | Royaume de Pologne Grand-duché de Lituanie | Grande-principauté de Moscou                                                                                                 | Biélorussie                                         | Victoire moscovite Perte de très vastes territoires lituaniens                                   |
| 1502             | 1510             | Guerre polono-moldave                                  | Royaume de Pologne | Principauté de Moldavie Empire ottoman                                                                                       | Moldavie, Pocoutie                                  | Victoire polonaise                                                                               |
| 1507             | 1508             | Guerre lituano-moscovite                               | Royaume de Pologne Grand-duché de Lituanie | Grande-principauté de Moscou                                                                                                 | Est du Grand-duché de Lituanie                      | Indécise                                                                                         |
| 1512             | 1522             | Guerre lituano-moscovite                               | Royaume de Pologne Grand-duché de Lituanie | Grande-principauté de Moscou                                                                                                 | Est du Grand-duché de Lituanie                      | Victoire moscovite                                                                               |
| 1519             | 1521             | Guerre polono-teutonique                               | Royaume de Pologne | Ordre Teutonique | État monastique des chevaliers Teutoniques          | Victoire polonaise                                                                               |
| 1521             | 1526             | Guerre turco-hongroise (en)                            | Royaume de Pologne Royaume de Hongrie Despotat de Serbie Saint-Empire États pontificaux                                                                  | Empire ottoman | Hongrie                                             | Victoire ottomane                                                                                |
| 1524             | 1524             | Raid turco-tatar en Pologne                            | Royaume de Pologne | Empire ottoman Khanat de Crimée                                                                                              | Pologne                                             | Victoire polonaise                                                                               |
| 1526             | 1526             | Raid tatar en Pologne et en Lituanie                   | Royaume de Pologne Grand-duché de Lituanie | Khanat de Crimée | Pologne, Lituanie                                   | Victoire tatare                                                                                  |
| 1528             | 1528             | Attaque des Habsbourg contre le Spiš                   | Royaume de Pologne | Royaume de Hongrie | Spiš                                                | Défaite polonaise                                                                                |
| 1526             | 1526             | Raid tatar en Podolie                                  | Royaume de Pologne | Khanat de Crimée | Podolie                                             | Victoire polonaise                                                                               |
| 1530             | 1538             | Guerre polono-moldave (en)                             | Royaume de Pologne | Principauté de Moldavie | Moldavie                                            | Victoire polonaise                                                                               |
| 1534             | 1537             | Guerre lituano-moscovite (en)                          | Royaume de Pologne Grand-duché de Lituanie | Grande-principauté de Moscou                                                                                                 | Est du Grand-duché de Lituanie                      | Indécise                                                                                         |
| 1535             | 1535             | Attaque moldave en Pocoutie                            | Royaume de Pologne | Principauté de Moldavie | Pocoutie                                            | Défaite polonaise                                                                                |
| 1537             | 1537             | Guerre du poulet                                       | Royaume de Pologne | Nobles polonais | Pologne                                             | Victoire de l'État polonais                                                                      |
| 1538             | 1538             | Attaque moldave en Pocoutie                            | Royaume de Pologne | Principauté de Moldavie | Pocoutie                                            | Défaite polonaise                                                                                |
| 1549             | 1549             | Raid tatar en Volhynie et en Ruthénie rouge            | Royaume de Pologne | Khanat de Crimée | Volhynie, Ruthénie rouge                            | Défaite polonaise                                                                                |
| 1550             | 1550             | Attaque moldave contre Bar                             | Royaume de Pologne | Principauté de Moldavie | Bar                                                 | Victoire polonaise                                                                               |
| 1551             | 1551             | Première expédition de Mikołaj Sieniawski en Moldavie  | Royaume de Pologne Partisans moldaves | Principauté de Moldavie | Principauté de Moldavie                             | Défaite polonaise                                                                                |
| 1552             | 1552             | Seconde expédition de Mikołaj Sieniawski en Moldavie   | Royaume de Pologne Partisans moldaves | Principauté de Moldavie | Principauté de Moldavie                             | Victoire polonaise                                                                               |
| 1557             | 1557             | Raid tatar en Podolie                                  | Royaume de Pologne | Khanat de Crimée | Podolie                                             | Défaite polonaise                                                                                |
| 1558             | 1583             | Guerre de Livonie                                      | République des Deux Nations Confédération livonienne Danemark-Norvège Royaume de Suède Transylvanie                                                      | Tsarat de Russie Royaume de Livonie                                                                                          | Nord de l'Europe                                    | Victoire de la République des Deux Nations                                                       |
| 18 novembre 1561 | 18 novembre 1561 | Bataille de Verbia (en)                                | Rebelles moldaves Royaume de Pologne Saint-Empire Sitch zaporogue                                                                                        | Principauté de Moldavie Principauté de Valachie Empire ottoman                                                               | Verbia (Principauté de Moldavie)                    | Victoire polonaise                                                                               |
| 1561             | 1570             | Guerre nordique de Sept ans                            | République des Deux Nations Danemark-Norvège | Tsarat de Russie Royaume de Suède                                                                                            | Skandinavie, mer baltique                           | Indécise (Traité de Stettin)                                                                     |

## République des Deux Nations
| Début        | Fin              | Nom du conflit                                                                                   | Belligérants | Belligérants | Lieu                                                      | Issue                                                                                  |
| Début        | Fin              | Nom du conflit                                                                                   | Alliés (y compris la Pologne) | Ennemis | Lieu                                                      | Issue                                                                                  |
| ------------ | ---------------- | ------------------------------------------------------------------------------------------------ | --- | --- | --------------------------------------------------------- | -------------------------------------------------------------------------------------- |
| 1571         | 1571             | Bataille navale de Hel                                                                           | République des Deux Nations | Danemark-Norvège | Baie de Puck                                              | Victoire danoise                                                                       |
| 1572         | 1572             | Expédition de Mikołaj Mielecki en Moldavie                                                       | République des Deux Nations | Empire ottoman Principauté de Moldavie | Principauté de Moldavie                                   | Victoire turco-moldave                                                                 |
| 1575         | 1575             | Raid tatar                                                                                       | République des Deux Nations | Khanat de Crimée | Ruthénie rouge, Podolie                                   | Victoire tatare                                                                        |
| 1575         | 1575             | Invasion russe de la Livonie                                                                     | République des Deux Nations | Tsarat de Russie | Livonie                                                   | Victoire russe                                                                         |
| 1576         | 1577             | Rébellion de Dantzig                                                                             | République des Deux Nations | Ville de Dantzig | Gdańsk                                                    | Victoire de la République des Deux Nations, rébellion écrasée                          |
| 1577         | 1582             | Campagne de Livonie                                                                              | République des Deux Nations Transylvanie | Tsarat de Russie | Livonie, Russie, Pologne                                  | Victoire de la République des Deux Nations                                             |
| 1578         | 1578             | Raid tatar                                                                                       | République des Deux Nations | Khanat de Crimée | Ruthénie rouge, Podolie, Volhynie                         | Victoire tatare                                                                        |
| 1587         | 1588             | Guerre de Succession de Pologne                                                                  | Sigismond III Vasa | Maximilien III | Pologne                                                   | Victoire de Sigismond Vasa                                                             |
| 1589         | 1589             | Raid tatar                                                                                       | République des Deux Nations | Khanat de Crimée | Territoire de la République des Deux Nations              | Victoire tatare                                                                        |
| 1591         | 1593             | Soulèvement de Kosiński (en)                                                                     | République des Deux Nations | Cosaques zaporogues | Ukraine                                                   | Victoire polonaise, rébellion écrasée                                                  |
| 1593         | 1617             | Guerre des magnats moldaves                                                                      | République des Deux Nations Principauté de Moldavie Cosaques zaporogues                                                                                  | Empire ottoman Khanat de Crimée | Moldavie                                                  | Statu quo ante bellum                                                                  |
| 1594         | 1596             | Soulèvement de Nalyvaïko                                                                         | République des Deux Nations | Cosaques zaporogues | Ukraine, Biélorussie                                      | Victoire polonaise, rébellion écrasée                                                  |
| 1595         | 1595             | Expédition de Jan Zamoyski en Moldavie                                                           | République des Deux Nations | Empire ottoman Principauté de Moldavie Khanat de Crimée                                                                                                | Moldavie                                                  | Victoire polonaise Établissement du protectorat polonais sur la Moldavie               |
| 1598         | 1599             | Guerre contre Sigismond                                                                          | République des Deux Nations Suède (partisans de Sigismond)                                                                                               | Suède (adversaires de Sigismond) | Suède                                                     | Défaite de Sigismond Vasa (fin de l'union personnelle entre Suède et Pologne-Lituanie) |
| 1600         | 1611             | Guerre polono-suédoise                                                                           | République des Deux Nations | Royaume de Suède | Pays Baltes                                               | Victoire de la République des Deux Nations                                             |
| 1605         | 1618             | Guerre polono-russe                                                                              | République des Deux Nations | Tsarat de Russie Royaume de Suède | Territoires russes et polono-lituaniens                   | Victoire de la République des Deux Nations                                             |
| 1606         | 1606             | Raid tatar                                                                                       | République des Deux Nations | Khanat de Crimée | Territoire de la République des Deux Nations              | Victoire polonaise                                                                     |
| 1606         | 1606             | Raid tatar                                                                                       | République des Deux Nations | Khanat de Crimée | Territoire de la République des Deux Nations              | Victoire polonaise                                                                     |
| 1606         | 1609             | Rébellion de Zebrzydowski                                                                        | République des Deux Nations | Nobles polonais révoltés | Territoire de la République des Deux Nations              | Victoire de la République des Deux Nations, rébellion écrasée                          |
| 1607         | 1607             | Première expédition de Stefan Potocki (pl) en Moldavie                                           | République des Deux Nations | Principauté de Moldavie | Principauté de Moldavie                                   | Victoire polonaise                                                                     |
| 1612         | 1612             | Deuxième expédition de Stefan Potocki (pl) en Moldavie                                           | République des Deux Nations | Principauté de Moldavie Khanat de Crimée Empire ottoman                                                                                                | Principauté de Moldavie                                   | Défaite de Stefan Potocki                                                              |
| 1612         | 1612             | Quatre raids tatars en représailles de la deuxième expédition de Stefan Potocki (pl) en Moldavie | République des Deux Nations | Khanat de Crimée | Territoire de la République des Deux Nations              | Victoire polonaise                                                                     |
| 1615         | 1616             | Expédition de Samuel Korecki (en) en Moldavie                                                    | République des Deux Nations | Principauté de Moldavie Khanat de Crimée Empire ottoman                                                                                                | Principauté de Moldavie                                   | Défaite de Samuel Korecki                                                              |
| 1617         | 1618             | Guerre polono-suédoise                                                                           | République des Deux Nations | Royaume de Suède | Estonie, Livonie                                          | Indécise                                                                               |
| 1618         | 1618             | Raid tatar                                                                                       | République des Deux Nations | Khanat de Crimée | Podolie                                                   | Victoire tatare                                                                        |
| 1619         | 1619             | Bataille de Humenné                                                                              | République des Deux Nations | Transylvanie | Principauté de Transylvanie                               | Victoire de la République des Deux Nations                                             |
| 1620         | 1621             | Guerre polono-turque                                                                             | République des Deux Nations Principauté de Moldavie Cosaques zaporogues                                                                                  | Empire ottoman Khanat de Crimée Principauté de Valachie                                                                                                | Ukraine, Moldavie                                         | Victoire de la République des Deux Nations                                             |
| 1621         | 1625             | Guerre polono-suédoise (en)                                                                      | République des Deux Nations | Royaume de Suède | Livonie, Lituanie, Pologne                                | Victoire suédoise                                                                      |
| 1624         | 1624             | Raid tatar                                                                                       | République des Deux Nations | Khanat de Crimée | Ukraine                                                   | Victoire polonaise                                                                     |
| 1625         | 1625             | Soulèvement de Jmaïlo (en)                                                                       | République des Deux Nations | Cosaques zaporogues | Ukraine                                                   | Victoire polonaise, rébellion écrasée                                                  |
| 1626         | 1626             | Trois raids tatars                                                                               | République des Deux Nations | Khanat de Crimée | Ukraine                                                   | Victoire polonaise                                                                     |
| 1626         | 1629             | Guerre polono-suédoise                                                                           | République des Deux Nations Saint-Empire | Royaume de Suède | Mer baltique, Prusse, Lettonie, Pologne                   | Victoire suédoise                                                                      |
| 1628         | 1628             | Cinq raids tatars                                                                                | République des Deux Nations | Khanat de Crimée | Ukraine                                                   | Victoire polonaise                                                                     |
| 1629         | 1629             | Cinq raids tatars                                                                                | République des Deux Nations | Khanat de Crimée | Ukraine                                                   | Victoire polonaise                                                                     |
| 1629         | 1630             | Soulèvement de Fedorovitch                                                                       | République des Deux Nations | Cosaques zaporogues | Ukraine                                                   | Indécise (Traité de Pereïaslav)                                                        |
| 1632         | 1634             | Guerre de Smolensk                                                                               | République des Deux Nations | Tsarat de Russie | Smolensk                                                  | Victoire de la République des Deux Nations                                             |
| 1633         | 1634             | Guerre polono-turque                                                                             | République des Deux Nations | Empire ottoman Principauté de Moldavie | Ukraine                                                   | Victoire de la République des Deux Nations                                             |
| 1635         | 1635             | Soulèvement de Soulyma (en)                                                                      | République des Deux Nations | Cosaques zaporogues | Ukraine                                                   | Victoire polonaise, rébellion écrasée                                                  |
| 1637         | 1638             | Insurrection d'Ostrianine                                                                        | République des Deux Nations | Cosaques zaporogues | Ukraine                                                   | Victoire polonaise, rébellion écrasée                                                  |
| 1637         | 1638             | Soulèvement de Pavliouk (en)                                                                     | République des Deux Nations | Cosaques zaporogues | Ukraine                                                   | Victoire polonaise, rébellion écrasée                                                  |
| 1640         | 1640             | Raid tatar                                                                                       | République des Deux Nations | Khanat de Crimée | Territoire de la République des Deux Nations              | Victoire tatare                                                                        |
| 1643         | 1643             | Raid tatar                                                                                       | République des Deux Nations | Khanat de Crimée | Territoire de la République des Deux Nations              | Victoire polonaise                                                                     |
| 1644         | 1644             | Raid tatar                                                                                       | République des Deux Nations | Khanat de Crimée | Territoire de la République des Deux Nations              | Victoire polonaise                                                                     |
| 1645         | 1646             | Raid polonais sur le Khanat de Crimée                                                            | République des Deux Nations | Khanat de Crimée | Khanat de Crimée                                          | Victoire polonaise                                                                     |
| 1648         | 1657             | Soulèvement de Khmelnytsky                                                                       | République des Deux Nations Principauté de Moldavie Principauté de Valachie Tsarat de Russie Saint-Empire Transylvanie Khanat de Crimée Danemark-Norvège | Hetmanat cosaque Principauté de Moldavie Principauté de Valachie Tsarat de Russie Transylvanie Brandebourg Royaume de Suède Khanat de Crimée           | République des Deux Nations, Hetmanat cosaque             | Indécise                                                                               |
| 1651         | 1651             | Soulèvement de Kostka-Napierski (en)                                                             | République des Deux Nations | Paysans gorales et lemkos révoltés | Lemkovie                                                  | Victoire polonaise, rébellion écrasée                                                  |
| 1654         | 1667             | Guerre russo-polonaise                                                                           | République des Deux Nations Khanat de Crimée | Tsarat de Russie | République des Deux Nations                               | Victoire russe                                                                         |
| 1655         | 1660             | Première guerre du Nord                                                                          | République des Deux Nations Danemark-Norvège Archiduché d'Autriche Tsarat de Russie Brandebourg Provinces-Unies                                          | Royaume de Suède Brandebourg Transylvanie Principauté de Valachie Principauté de Moldavie Hetmanat cosaque                                             | Danemark, Suède, République des Deux Nations              | Victoire de la République des Deux Nations                                             |
| 1663         | 1664             | Guerre austro-turque                                                                             | Archiduché d'Autriche République des Deux Nations Royaume de Hongrie Saint-Empire Électorat de Saxe Brandebourg Électorat de Bavière Royaume de France   | Empire ottoman Khanat de Crimée | Hongrie                                                   | Victoire des chrétiens                                                                 |
| 1665         | 1666             | Rébellion de Lubomirski (en)                                                                     | République des Deux Nations | Noblesse polonaise révoltée | Territoire de la République des Deux Nations              | Indécise (exil de Lubomirski et abdication du roi Jean II Casimir Vasa)                |
| 1672         | 1676             | Guerre polono-cosaque-tatare                                                                     | République des Deux Nations Hetmanat cosaque | Empire ottoman | Ukraine                                                   | Victoire ottomane                                                                      |
| 1672         | 1676             | Guerre polono-turque                                                                             | République des Deux Nations Cosaques de Sobieski Principauté de Moldavie                                                                                 | Empire ottoman Khanat de Crimée Cosaques de Dorochenko Principauté de Valachie                                                                         | Ukraine                                                   | Victoire ottomane                                                                      |
| 1683         | 1664             | Grande guerre turque                                                                             | Saint-Empire Monarchie espagnole Sainte-Ligue : République des Deux Nations Duché de Mantoue République de Venise Tsarat de Russie (à partir de 1686)    | Empire ottoman Khanat de Crimée Tatars Nogaïs Principauté de Moldavie Principauté de Valachie Principauté de Transylvanie Principauté de Haute-Hongrie | Autriche, Hongrie, Transylvanie, Slavonie, Morée, Podolie | Victoire des chrétiens                                                                 |
| 1697         | 1697             | Expédition du prince de Conti pour briguer la couronne de Pologne                                | François-Louis de Bourbon-Conti | Auguste II le Fort | Territoire de la République des Deux Nations              | Victoire d'Auguste II                                                                  |
| 1700         | 1700             | Guerre civile lituanienne                                                                        | Noblesse lituanienne | Maison Sapieha | Grand duché de Lituanie                                   | Victoire de la noblesse lituanienne contre la famille Sapieha                          |
| 1700         | 1721             | Grande Guerre du Nord                                                                            | Tsarat de Russie Danemark-Norvège Électorat de Saxe Royaume de Prusse République des Deux Nations Empire britannique Principauté de Moldavie             | Royaume de Suède Empire ottoman République des Deux Nations Hetmanat cosaque Empire britannique Provinces-Unies                                        | Europe                                                    | Indécise                                                                               |
| 1702         | 1704             | Soulèvement de Paliy (en)                                                                        | République des Deux Nations | Cosaques zaporogues | Ukraine                                                   | Victoire polonaise, rébellion écrasée                                                  |
| 1704         | 1706             | Guerre civile polonaise                                                                          | Confédération de Varsovie Suède | Confédération de Sandomir Russie | République des Deux Nations                               | Victoire de la Confédération de Varsovie                                               |
| 1715         | 1716             | Confédération de Tarnogród (en)                                                                  | Noblesse polonaise | Empire russe Électorat de Saxe | République des Deux Nations                               | Sejm silencieux                                                                        |
| 1733         | 1738             | Guerre de Succession de Pologne                                                                  | Stanislas Leszczynski Royaume de France Royaume d'Espagne Royaume de Sardaigne Duché de Parme                                                            | Auguste III Empire russe Électorat de Saxe Royaume de Prusse Duché de Lorraine                                                                         | Pologne, Rhénanie, Nord de l'Italie                       | Victoire d'Auguste III en Pologne                                                      |
| 1764         | 1764             | Guerre civile polonaise (pl)                                                                     | Parti du hetman Jan Klemens Branicki | Familia Empire russe | République des Deux Nations                               | Défaite de Jan Klemens Branicki                                                        |
| 1768         | 1772             | Confédération de Bar                                                                             | Stanislas Auguste Poniatowski Empire russe | Noblesse polonaise Haïdamaks | République des Deux Nations                               | Premier partage de la Pologne                                                          |
| 18 mai 1792  | 27 juillet 1792  | Guerre russo-polonaise                                                                           | République des Deux Nations | Empire russe | République des Deux Nations                               | Victoire russe                                                                         |
| 12 mars 1794 | 16 novembre 1794 | Insurrection de Kościuszko                                                                       | République des Deux Nations | Empire russe Monarchie de Habsbourg Royaume de Prusse                                                                                                  | Pologne                                                   | Victoire russe                                                                         |
| Août 1794    | Décembre 1794    | Soulèvement de Grande-Pologne                                                                    | République des Deux Nations | Royaume de Prusse | Pologne                                                   | Victoire prussienne                                                                    |

## Légions polonaises et Duché de Varsovie
| Début            | Fin              | Nom du conflit                   | Belligérants | Belligérants | Lieu                                                                | Issue                                      |
| Début            | Fin              | Nom du conflit                   | Alliés (y compris la Pologne) | Ennemis | Lieu                                                                | Issue                                      |
| ---------------- | ---------------- | -------------------------------- | --- | --- | ------------------------------------------------------------------- | ------------------------------------------ |
| Juin 1797        | Juillet 1797     | Insurrection de Denisko (en)     | Insurgés polonais République française Empire ottoman | Monarchie de Habsbourg | Pocoutie, Podolie, Bucovine, Pologne autrichienne                   | Victoire autrichienne                      |
| 29 novembre 1798 | 25 mars 1802     | Guerre de la deuxième coalition  | République française Républiques sœurs : - République batave - République helvétique - République cisalpine - République romaine - République cisrhénane - République ligurienne - République parthénopéenne Irlandais Unis Danemark-Norvège Royaume d'Espagne Légions polonaises | Saint-Empire Monarchie de Habsbourg Royaume de Grande-Bretagne Empire russe Armée des émigrés Royaume de Naples Royaume de Sicile Royaume de Sardaigne Royaume de Suède Empire ottoman | France, Italie, Allemagne, Pays-Bas, Suisse, Irlande, Égypte, Haïti | Victoire française                         |
| 11 avril 1805    | 18 juillet 1806  | Guerre de la troisième coalition | Empire français Royaume d'Italie Royaume d'Étrurie Royaume d'Espagne Royaume de Bavière Royaume de Wurtemberg Grand-duché de Bade République batave Légions polonaises | Empire d'Autriche Empire russe Royaume-Uni de Grande-Bretagne et d'Irlande Royaume de Suède Royaume de Naples | Europe centrale, Italie et Espagne                                  | Victoire française décisive                |
| 3 novembre 1806  | 3 décembre 1806  | Insurrection de Grande-Pologne   | Empire français Insurgés polonais | Royaume de Prusse | Pologne prussienne                                                  | Victoire franco-polonaise                  |
| 1808             | 1814             | Guerre d'indépendance espagnole  | Empire français Royaume d'Espagne (Bonaparte) Duché de Varsovie Royaume de Hollande Royaume d'Italie | Royaume d'Espagne (Bourbons) Royaume de Portugal Royaume-Uni de Grande-Bretagne et d'Irlande | Espagne, Portugal, sud de la France                                 | Défaite française                          |
| 1809             | 1809             | Guerre de la cinquième coalition | Empire français Royaume d'Italie Duché de Varsovie République des Sept-Îles Royaume de Naples Confédération suisse Royaume de Hollande Confédération du Rhin Royaume de Bavière Royaume de Saxe Royaume de Westphalie Royaume de Wurtemberg Grand-duché de Bade Grand-duché de Berg Grand-duché de Hesse Grand-duché de Wurtzbourg | Cinquième Coalition : Empire d'Autriche Tyrol Royaume-Uni de Grande-Bretagne et d'Irlande Royaume de Sicile Royaume de Sardaigne Espagne | Espagne, Allemagne et Autriche, Galicie, Tyrol                      | Victoire française                         |
| 10 avril 1809    | 14 octobre 1809  | Guerre austro-polonaise          | Duché de Varsovie Royaume de Saxe | Empire d'Autriche | Nouvelle-Galicie, Pologne autrichienne                              | Victoire polonaise Traité de Schönbrunn    |
| 24 juin 1812     | 30 décembre 1812 | Campagne de Russie               | Empire français Royaume d'Italie Duché de Varsovie Royaume de Naples Confédération des XIX cantons Confédération du Rhin Danemark-Norvège Royaume de Prusse Empire d'Autriche | Empire russe | Empire russe                                                        | Victoire russe décisive Retraite de Russie |
| 1812             | 1814             | Guerre de la Sixième Coalition   | Empire français République des Sept-Îles Royaume d'Italie Duché de Varsovie Royaume d'Espagne (Joseph Bonaparte) Confédération du Rhin Jusqu'en août-novembre 1813 : Royaume de Bavière Royaume de Saxe Royaume de Wurtemberg Grand-duché de Bade Grand-duché de Hesse Suisse Royaume de Westphalie Grand-duché de Berg Grand-duché de Francfort Grand-duché de Wurtzbourg Jusqu'en janvier 1814 : Danemark-Norvège Royaume de Naples | Sixième Coalition : Empire russe Royaume de Prusse Royaume-Uni de Grande-Bretagne et d'Irlande Royaume de Portugal Royaume de Sicile Espagne (Bourbons) À partir d'août-novembre 1813 : Empire d'Autriche Royaume de Suède Royaume de Bavière Royaume de Saxe Royaume de Wurtemberg Grand-duché de Bade Grand-duché de Hesse | Espagne, Russie, Allemagne et Pologne, France                       | Victoire de la Coalition                   |

## Pologne occupée
| Début           | Fin            | Nom du conflit                                | Belligérants | Belligérants                                                                                             | Lieu                             | Issue                                        |
| Début           | Fin            | Nom du conflit                                | Alliés (y compris la Pologne) | Ennemis                                                                                                  | Lieu                             | Issue                                        |
| --------------- | -------------- | --------------------------------------------- | --- | --- | -------------------------------- | -------------------------------------------- |
| Novembre 1830   | Septembre 1831 | Insurrection de Novembre                      | Insurgés polonais | Empire russe                                                                                             | Royaume du Congrès               | Victoire russe                               |
| 21 février 1846 | 3 mars 1846    | Soulèvement de Cracovie                       | Ville libre de Cracovie | Empire d'Autriche                                                                                        | Ville libre de Cracovie          | Victoire autrichienne                        |
| 13 mars 1848    | Novembre 1849  | Révolution autrichienne de 1848               | Empire allemand État hongrois Comité national polonais Conseil national slovaque Voïvodine de Serbie                                              | Empire d'Autriche                                                                                        | Empire autrichien                | Rébellion écrasée                            |
| 15 mars 1848    | 13 août 1849   | Révolution hongroise de 1848                  | Jacobins magyars État hongrois Légion polonaise Légion allemande Légion italienne                                                                 | Empire d'Autriche Empire russe Fédéralistes magyars Croates Serbes Slovaques Tchèques Roumains et Saxons | Hongrie                          | Rebellion écrasée                            |
| 19 mars 1848    | 9 mai 1848     | Insurrection de Grande-Pologne                | Rebelles indépendantistes polonais | Royaume de Prusse                                                                                        | Pologne prussienne               | Victoire prussienne                          |
| 22 janvier 1863 | 18 juin 1864   | Insurrection de janvier                       | Gouvernement national provisoire | Empire russe                                                                                             | Royaume du Congrès               | Victoire russe                               |
| 24 juin 1866    | 28 juin 1866   | Insurrection du Baïkal (en)                   | Légion sibérienne des Polonais libres (pl) | Empire russe                                                                                             | Sibérie                          | Victoire russe                               |
| 1905            | 1907           | Révolution polonaise de 1905                  | Révolutionnaires polonais | Empire russe                                                                                             | Royaume du Congrès               | Victoire russe                               |
| 1914            | 1918           | Front de l'Est de la Première Guerre Mondiale | Empire allemand Empire austro-hongrois Royaume de Bulgarie Empire ottoman Légions polonaises République populaire ukrainienne Royaume de Finlande | Alliés République russe Union soviétique                                                                 | Europe de l'Est, Europe centrale | Restauration de l'indépendance de la Pologne |

## Deuxième République
| Début              | Fin             | Nom du conflit                                                     | Belligérants | Belligérants                                        | Lieu                                             | Issue                                                                              |
| Début              | Fin             | Nom du conflit                                                     | Alliés (y compris la Pologne)                                                                                         | Ennemis                                             | Lieu                                             | Issue                                                                              |
| ------------------ | --------------- | ------------------------------------------------------------------ | --- | --------------------------------------------------- | ------------------------------------------------ | ---------------------------------------------------------------------------------- |
| novembre 1918      | juillet 1919    | Guerre polono-ukrainienne                                          | Pologne | République populaire d'Ukraine occidentale          | Galicie                                          | Victoire polonaise                                                                 |
| 27 décembre 1918   | 28 juin 1919    | Insurrection de Grande-Pologne                                     | Insurgés polonais | République de Weimar                                | Posnanie                                         | Victoire polonaise                                                                 |
| 23 janvier 1919    | 30 janvier 1919 | Guerre polono-tchécoslovaque                                       | Pologne | Tchécoslovaquie                                     | Silésie                                          | Indécise                                                                           |
| 1919               | 1921            | Insurrections de Silésie                                           | Organisation militaire polonaise de Haute-Silésie (pl)                                                                | République de Weimar                                | Haute Silésie                                    | Victoire polonaise                                                                 |
| février 1919       | mars 1920       | Guerre soviéto-polonaise                                           | Pologne République populaire ukrainienne                                                                              | RSFS de Russie RSS d'Ukraine                        | Europe de l'Est                                  | Victoire polonaise Paix de Riga                                                    |
| 1er septembre 1920 | 7 octobre 1920  | Guerre polono-lituanienne                                          | Pologne | République de Lituanie                              | Pologne, Lituanie                                | Victoire polonaise                                                                 |
| 12 mai 1926        | 14 mai 1926     | Coup d'État de mai                                                 | Partisans de la politique de Sanacja                                                                                  | Armée loyale au gouvernement                        | Varsovie                                         | Victoire de la Sanacja                                                             |
| 1938               | 1938            | Conflit frontalier polono-tchécoslovaque (en)                      | Pologne | Tchécoslovaquie                                     | Zaolzie                                          | Victoire polonaise                                                                 |
| 1er septembre 1939 | 6 octobre 1939  | Campagne de Pologne                                                | Pologne | Reich allemand Union soviétique République slovaque | Pologne et Dantzig                               | Victoire allemande et soviétique                                                   |
| 1939               | 1945            | Résistance intérieure polonaise pendant la Seconde Guerre mondiale | État polonais clandestin                                                                                              | Reich allemand Gouvernement général de Pologne      | Pologne                                          | Indécis ; succès du soulèvement de Zamość et succès partiel de l'Opération Tempête |
| 1939               | 1945            | Front de l'Ouest                                                   | Gouvernement polonais en exil Royaume-Uni France États-Unis et autres                                                 | Reich allemand Italie fasciste                      | Norvège, France, Libye, Italie, Océan atlantique | Conférence de Potsdam                                                              |
| 1942               | 1947            | Combats contre les partisans ukrainiens (en)                       | Pologne Union soviétique Tchécoslovaquie                                                                              | Armée insurrectionnelle ukrainienne Reich allemand  | Pologne, Ukraine                                 | Défaite des partisans ukrainiens                                                   |
| 1943               | 1945            | Front de l'Est                                                     | Comité polonais de libération nationale Conseil national d'État (en) République populaire de Pologne Union soviétique | Reich allemand                                      | Union soviétique, Pologne, Allemagne             | Conférence de Potsdam                                                              |
| 1er août 1944      | 2 octobre 1944  | Insurrection de Varsovie                                           | Armia Krajowa Narodowe Siły Zbrojne Żydowska Organizacja Bojowa Armia Ludowa Szare Szeregi                            | Reich allemand                                      | Varsovie                                         | Victoire allemande                                                                 |

## République populaire de Pologne
| Début        | Fin          | Nom du conflit                     | Belligérants                                                                     | Belligérants                                               | Lieu                               | Issue                                             |
| Début        | Fin          | Nom du conflit                     | Alliés (y compris la Pologne)                                                    | Ennemis                                                    | Lieu                               | Issue                                             |
| ------------ | ------------ | ---------------------------------- | -------------------------------------------------------------------------------- | ---------------------------------------------------------- | ---------------------------------- | ------------------------------------------------- |
| 1944         | 1949         | Combats contre les partisans nazis | Pologne Union soviétique                                                         | Werwolf                                                    | Pologne                            | Écrasement des partisans nazis                    |
| 28 juin 1944 | 30 juin 1956 | Troubles anticommunistes           | Pologne Union soviétique                                                         | Partisans anticommunistes                                  | Pologne                            | Écrasement de la rébellion anticommuniste         |
| 1945         | 1945         | Conflit de Racibórz                | Pologne                                                                          | Tchécoslovaquie                                            | Powiat de Kłodzko et de Racibórz   | Indécise                                          |
| 1949         | 1955         | Opération Jungle                   | Pologne Union soviétique                                                         | Royaume-Uni Allemagne de l'Ouest Suède Danemark États-Unis | Pologne, Pays baltes, Mer baltique | Victoire soviéto-polonaise                        |
| 28 juin 1956 | 30 juin 1956 | Soulèvement de Poznań              | Pologne                                                                          | Rebelles anticommunistes                                   | Poznań                             | Écrasement de la rébellion                        |
| 20 août 1968 | 21 août 1968 | Invasion de la Tchécoslovaquie     | Pacte de Varsovie : Union soviétique Allemagne de l'Est Pologne Hongrie Bulgarie | Tchécoslovaquie                                            | Tchécoslovaquie                    | Victoire du Pacte de Varsovie Protocole de Moscou |

## Troisième République
| Début             | Fin             | Nom du conflit             | Belligérants | Belligérants | Lieu                                  | Issue |
| Début             | Fin             | Nom du conflit             | Alliés (y compris la Pologne) | Ennemis | Lieu                                  | Issue |
| ----------------- | --------------- | -------------------------- | --- | --- | ------------------------------------- | --- |
| 2 août 1990       | 28 février 1991 | Guerre du Golfe            | Coalition : Australie Belgique Canada Argentine Corée du Sud États-Unis Espagne France Grèce Allemagne Pays-Bas Nouvelle-Zélande Arabie saoudite Bangladesh Turquie Royaume-Uni Bahreïn Égypte Émirats arabes unis Danemark Koweït Kurdistan irakien Oman Italie Honduras Hongrie Maroc Nigeria Niger Norvège Pakistan Portugal Pologne Roumanie Sénégal Sierra Leone Singapour Suède Syrie Tchécoslovaquie | Irak | Irak, Koweït, Arabie saoudite, Israël | Victoire de la Coalition, imposition de sanction à l'encontre de l'Irak, retrait des forces d'invasion irakiennes du Koweït |
| 19 septembre 1944 | 31 mars 1995    | Opération Uphold Democracy | États-Unis Pologne Argentine Antigua-et-Barbuda Bahamas Barbade Belize Guyana Jamaïque Trinité-et-Tobago | Haïti | Haïti                                 | Victoire de la Coalition, réintégration de Jean-Bertrand Aristide à la présidence d'Haïti                                   |
| 7 octobre 2001    | 30 août 2021    | Guerre d’Afghanistan       | FIAS : Albanie Allemagne Australie Belgique Canada Croatie Danemark Espagne États-Unis France Italie Lituanie Norvège Nouvelle-Zélande Pakistan Pologne Portugal République tchèque Roumanie Royaume-Uni Suède Turquie | Taliban Réseau Haqqani Al-Qaïda Mouvement islamique d'Ouzbékistan Hezb-e-Islami Gulbuddin Lashkar-e-Toiba Jaish-e-Mohammed Hizbul Mujahideen (en) Tehrik-e-Taliban Pakistan | Afghanistan                           | Victoire des Talibans Accords de Doha                                                                                       |
| 19 mars 2003      | 1er mai 2003    | Invasion de l'Irak         | États-Unis Royaume-Uni Australie Pologne Peshmerga PDK UPK | République d'Irak | Irak                                  | Victoire de la Coalition, établissement de la zone d'occupation polonaise en Irak                                           |
| 2013              | 2014            | Opération Serval           | France Mali Tchad Nigeria Burkina Faso Sénégal Togo MNLA Belgique Canada Danemark Allemagne Pays-Bas Espagne Suède Pologne Australie Émirats arabes unis Royaume-Uni États-Unis | Ansar Dine MUJAO AQMI | Mali                                  | Victoire de la Coalition |